# 航空気象群
航空気象群（こうくうきしょうぐん、英称：Air Weather Group）は、東京都府中市の府中基地に所在する、航空支援集団の隷下部隊である。

## 概要
群本部、中枢気象隊を府中基地に、19個気象隊及び2個気象班を全国各地の主に飛行場を有する航空自衛隊基地に配置し、気象予報、気象観測及び気象情報の収集、伝達等の各業務を実施する。
また、各気象隊で行う気象観測等のほか、中枢気象隊では、統合気象システム（JWS-Ⅱ）を運用し、陸、海、空自衛隊の気象データを集約し、多様なニーズに対応した気象情報の提供を行っているほか、移動気象観測システムを装備し、災害時等、必要に応じて各地に展開し、気象観測等を実施することができる。隷下の基地業務隊は府中基地の各種基地業務を実施している。
なお、陸上自衛隊は航空気象群の業務と連携するため、中央管制気象隊から「気象中枢班」を府中基地に派遣している。

## 沿革
- 1957年（昭和32年）
  - 8月1日 - 府中基地に「航空保安管制気象群」が新編。
  - 9月2日 - 気象群各分遣隊の編成完結。
  - 12月20日 - 新田原気象分遣隊を編成。
- 1958年（昭和33年）
  - 8月1日 - 静浜、小牧気象分遣隊を編成。
  - 10月1日 - 木更津気象分遣隊を編成。
  - 12月1日 - 気象業務隊、気象通信隊を編成。
- 1959年（昭和34年）
  - 3月20日 - 三沢気象分遣隊を編成。
  - 6月1日 - 群本部を改編。各気象分遣隊を気象隊に改編。
  - 11月1日 - 春日気象隊を編成。
- 1960年（昭和35年）
  - 1月12日 - 東京気象隊が檜町基地へ移駐。
  - 7月1日 - 航空保安管制気象群本部の一部が府中基地から入間基地に移駐。
  - 8月1日 - 臨時芦屋気象隊を編成。
- 1961年（昭和36年）
  - 2月1日 - 小松気象隊を編成。臨時芦屋気象隊を芦屋気象隊に改編。
  - 7月15日 - 航空保安管制気象群が廃止、「保安管制気象団」が新編。隷下部隊として「気象群」が設置。
- 1962年（昭和37年）11月12日 - 移動気象隊を編成。
- 1963年（昭和38年）
  - 3月15日 - 仙台気象隊（矢の目）を廃止。
  - 10月22日 - 宇都宮気象隊を廃止。
- 1964年（昭和39年）
  - 8月1日 - 小月気象隊を廃止。
  - 12月1日 - 岩国気象隊を編成。
- 1965年（昭和40年）11月20日 - 百里気象隊を編成。
- 1967年（昭和42年）12月1日 - 岩国気象隊を廃止。
- 1969年（昭和44年）4月1日 - 木更津気象隊を廃止。
- 1971年（昭和46年）
  - 7月1日 - 気象解析予報用電子計算機の運用を開始。
  - 10月1日 - 保安管制群気象通信隊を気象群隷下に編入。
- 1972年（昭和47年）10月11日 - 臨時那覇気象隊を編成。
- 1973年（昭和48年）10月16日 - 臨時那覇気象隊を那覇気象隊に改編。
- 1974年（昭和49年）8月23日 - 気象衛星受画装置の運用を開始。
- 1975年（昭和50年）
  - 3月22日 - 統合気象通信用電算機（JOWCOM）の運用を開始。
  - 6月16日 - 天気図自動入力装置の運用を開始。
- 1977年（昭和52年）11月2日 - 統合気象中枢業務の運用を開始。
- 1980年（昭和55年）3月1日 - 統合気象解析用電算機 （JAFCOM）の運用を開始。
- 1982年（昭和57年）4月6日 - 気象衛星受信処理装置の運用を開始。
- 1984年（昭和59年）4月11日 – 航空気象群副司令を新設。
- 1987年（昭和62年）3月31日 - 秋田分屯基地における気象支援業務を開始。
- 1989年（平成元年）
  - 3月1日 - 気象通信用端末装置（WECOM）の運用を開始。
  - 3月16日 - 航空救難団、輸送航空団、保安管制気象団などを改編・統合して「航空支援集団」が新編。気象群が「航空気象群」に改編。
- 1991年（平成03年）4月12日 - 千歳気象隊移動気象班を新編。
- 1992年（平成04年）5月20日 - 春日板付気象班を新編。
- 1994年（平成06年）3月31日	- 移動気象班（千歳）を新設。
- 1996年（平成08年）3月31日 - 航空気象群システム管理班を設置。
- 2008年（平成20年）3月 1日 - 統合気象システム（JWS-Ⅱ）の運用を開始。
- 2012年（平成24年）3月26日 - 中期防衛力整備計画 (2011)（在日米軍再編関連）に伴う部隊改編。

1. 航空総隊司令部の横田基地移転に伴い「横田気象隊」を新編。
2. 気象業務隊及び気象通信隊を廃止・統合し、「中枢気象隊」を新編。
3. 府中基地司令職及び基地業務機能が防空指揮群から移管、「基地業務隊」を新編。

## 部隊編成
- 航空気象群本部 - （府中基地）
- 中枢気象隊 - （府中基地）
- 千歳気象隊 - （千歳基地）
- 三沢気象隊 - （三沢基地）
  - 秋田気象班 - （秋田分屯基地）
- 松島気象隊 - （松島基地）
- 小松気象隊 - （小松基地）
- 百里気象隊 - （百里基地）
- 東京気象隊 - （市ヶ谷基地）
- 横田気象隊 - （横田基地）
- 入間気象隊 - （入間基地）
  - 新潟気象班 - （新潟分屯基地）
- 静浜気象隊 - （静浜基地）
- 浜松気象隊 - （浜松基地）
- 岐阜気象隊 - （岐阜基地）
- 小牧気象隊 - （小牧基地）
- 美保気象隊 - （美保基地）
- 防府気象隊 - （防府北基地）
- 芦屋気象隊 - （芦屋基地）
- 築城気象隊 - （築城基地）
- 春日気象隊 - （春日基地）
- 新田原気象隊 - （新田原基地）
- 那覇気象隊 - （那覇基地）
- 基地業務隊 - （府中基地）
  - 総括班
  - 通信小隊
  - 補給小隊
  - 施設小隊
  - 管理小隊
    - 輸送班
    - 警備班

  - 業務小隊
    - 厚生班
    - 給養班

  - 会計小隊
  - 衛生小隊

## 主要幹部
| 官職名                         | 階級    | 氏名       | 補職発令日     | 前職                                                                          |
| ------------------------------ | ------- | ---------- | -------------- | ----------------------------------------------------------------------------- |
| 航空気象群司令 兼 府中基地司令 | 1等空佐 | 山下龍太郎 | 2024年08月02日 | 自衛隊石川地方協力本部長                                                      |
| 副司令                         | 1等空佐 | 池田賢太郎 | 2023年12月15日 | 航空自衛隊第4術科学校第2教育部長                                              |
| 中枢気象隊長                   | 1等空佐 | 上村暁寛   | 2023年12月15日 | 西部航空警戒管制団第9警戒隊長 兼 下甑島分屯基地司令 ※2024年7月1日 1等空佐昇任 |

| 代                       | 氏名                     | 在職期間                                                  | 前職                                         | 後職                                          |                          |
| 保安管制気象団気象群司令 | 保安管制気象団気象群司令 | 保安管制気象団気象群司令                                  | 保安管制気象団気象群司令                     | 保安管制気象団気象群司令                      | 保安管制気象団気象群司令 |
| ------------------------ | ------------------------ | --------------------------------------------------------- | -------------------------------------------- | --------------------------------------------- | ------------------------ |
| 01                       | 鶴田仁見 （2等空佐）     | 1961年07月15日 - 1962年07月15日                           | 防衛大学校勤務                               | 航空自衛隊第4術科学校研究部長                 |                          |
| 02                       | 吉田鋼夫                 | 1962年07月16日 - 1965年02月15日                           | 保安管制気象団勤務                           | 保安管制気象団付                              |                          |
| 03                       | 久米田秀義               | 1965年02月16日 - 1965年11月15日                           | 航空自衛隊第4術科学校第2教育部長             | 保安管制気象団副司令                          |                          |
| -                        | 久米田秀義               | 1965年11月16日 - 1966年03月15日                           | 保安管制気象団副司令として気象群司令事務取扱 | 保安管制気象団副司令として気象群司令事務取扱  |                          |
| 04                       | 浅井利一                 | 1966年03月16日 - 1970年02月15日 ※1968年7月1日 1等空佐昇任 | 統合幕僚会議事務局第1幕僚室勤務              | 保安管制気象団付 →1970年3月30日 退職          |                          |
| 05                       | 中山二郎                 | 1970年02月16日 - 1973年03月15日                           | 保安管制気象団気象群気象業務隊長             | 保安管制気象団勤務                            |                          |
| 06                       | 岡本克巳                 | 1973年03月16日 - 1975年04月15日                           | 保安管制気象団気象群気象業務隊長             | 航空自衛隊幹部学校研究部員                    |                          |
| 07                       | 早川徹哉                 | 1975年04月16日 - 1977年02月15日                           | 保安管制気象団気象群気象業務隊長             | 第12飛行教育団副司令                          |                          |
| 08                       | 正司宏                   | 1977年02月16日 - 1979年06月30日                           | 保安管制気象団気象群気象業務隊長             | 第3航空団副司令                               |                          |
| 09                       | 花形英齊                 | 1979年07月01日 - 1982年06月30日                           | 保安管制気象団気象群気象業務隊長             | 第1航空団副司令                               |                          |
| 10                       | 増田春男                 | 1982年07月01日 - 1985年07月31日                           | 航空自衛隊第1補給処業務部長                  | 中央航空通信群勤務                            |                          |
| 11                       | 岩永敏行                 | 1985年08月01日 - 1987年03月31日                           | 保安管制気象団勤務                           | 退職                                          |                          |
| 12                       | 近藤照夫                 | 1987年04月01日 - 1988年03月15日                           | 第83航空隊副司令                             | 保安管制気象団司令部監理部長                  |                          |
| 13                       | 後藤靖郎                 | 1988年03月16日 - 1989年03月15日                           | 保安管制気象団気象群副司令                   | 航空気象群司令                                |                          |
| 航空気象群司令           |                          |                                                           |                                              |                                               |                          |
| 01                       | 後藤靖郎                 | 1989年03月16日 - 1989年07月31日                           | 保安管制気象団気象群司令                     | 航空自衛隊幹部学校勤務                        |                          |
| 02                       | 畑中洋彦                 | 1989年08月01日 - 1990年07月31日                           | 航空教育隊生徒隊長                           | 退職                                          |                          |
| 03                       | 武井雄三                 | 1990年08月01日 - 1993年06月30日                           | 航空気象群副司令                             | 退職                                          |                          |
| 04                       | 松岡眞臣                 | 1993年07月01日 - 1996年03月31日                           | 航空自衛隊幹部学校勤務                       | 退職                                          |                          |
| 05                       | 山田好義                 | 1996年04月01日 - 1997年12月01日                           | 航空自衛隊幹部学校主任教官                   | 退職（空将補昇任）                            |                          |
| 06                       | 水野進                   | 1997年12月01日 - 1999年11月30日                           | 航空自衛隊第3術科学校副校長                  | 航空総隊司令部総務部長                        |                          |
| 07                       | 佐竹英満                 | 1999年12月01日 - 2003年11月30日                           | 第13飛行教育団副司令                         | 退職（空将補昇任）                            |                          |
| 08                       | 藤本経洋                 | 2003年12月01日 - 2004年11月30日                           | 南西航空警戒管制隊司令                       | 航空自衛隊幹部学校業務部長                    |                          |
| 09                       | 小森遵                   | 2004年12月01日 - 2006年12月10日                           | 北部航空方面隊司令部総務部長                 | 航空支援集団司令部付 →2007年1月28日 退職      |                          |
| 10                       | 西野哲                   | 2006年12月11日 - 2008年03月31日                           | 航空幕僚監部総務部総務課広報室長             | 作戦情報隊司令                                |                          |
| 11                       | 遠藤靖宏                 | 2008年04月01日 - 2009年11月30日                           | 南西航空混成団司令部総務部長                 | 航空自衛隊第4術科学校付 →2010年1月3日 退職    |                          |
| 12                       | 神内裕明                 | 2009年12月01日 - 2010年11月30日                           | 中部航空方面隊司令部幕僚長                   | 退職（空将補昇任）                            |                          |
| 13                       | 鶴園和男                 | 2010年12月01日 - 2013年03月31日                           | 航空開発実験集団司令部監理監察官             | 退職（空将補昇任）                            |                          |
| 14                       | 髙橋亨                   | 2013年04月01日 - 2015年03月31日                           | 航空自衛隊幹部学校勤務                       | 航空気象群付 →2015年5月9日 退職（空将補昇任） |                          |
| 15                       | 塩田修弘                 | 2015年04月01日 - 2017年11月30日                           | 航空自衛隊幹部学校主任教官                   | 退職（空将補昇任）                            |                          |
| 16                       | 阿部博文                 | 2017年12月01日 - 2019年07月31日                           | 西部航空方面隊司令部総務部長                 | 情報本部総務部長                              |                          |
| 17                       | 猿渡辰也                 | 2019年08月01日 - 2020年12月17日                           | 航空教育集団司令部教育部長                   | 航空自衛隊幹部学校教育部長                    |                          |
| 18                       | 阿蘇晋一                 | 2020年12月18日 - 2022年03月28日                           | 第5高射群司令                                | 西部航空方面隊司令部幕僚長                    |                          |
| 19                       | 黒田賢俊                 | 2022年03月29日 - 2023年02月23日                           | 作戦情報隊電波情報収集群司令                 | 作戦情報隊司令                                |                          |
| 20                       | 金野浩子                 | 2023年02月24日 - 2024年08月01日                           | 第9航空団整備補給群司令                      | 航空自衛隊幹部学校副校長 （空将補昇任）       |                          |
| 21                       | 山下龍太郎               | 2024年08月02日 -                                          | 自衛隊石川地方協力本部長                     |                                               |                          |